# امانوئل اوکدووا
امانوئل اوکدووا (انگلیسی: Emmanuel Okoduwa؛ زادهٔ ۲۱ نوامبر ۱۹۸۳) بازیکن فوتبال اهل نیجریه است.
از باشگاه‌هایی که در آن بازی کرده‌است می‌توان به باشگاه فوتبال شاختار دونتسک، باشگاه فوتبال متالوره دونتسک، باشگاه فوتبال دینامو کیف، باشگاه فوتبال فورسکلا پولتاوا، باشگاه فوتبال آرسنال کی‌یف، باشگاه فوتبال کوبان کراسنودار، اشاره کرد.
وی همچنین در تیم ملی فوتبال نیجریه بازی کرده‌است.